# 三遊亭鳳楽
三遊亭 鳳楽（さんゆうてい ほうらく、1947年3月1日 - ）は、埼玉県川越市出身の落語家。五代目圓楽一門会顧問。出囃子は『松の太夫』または『正札付』。本名：内田 啓次。

## 来歴
1965年10月、五代目三遊亭圓楽に入門。五代目圓楽の総領弟子であり、圓楽の師匠・六代目三遊亭圓生にとって初の孫弟子であった。前座名は圓生の本名「山崎松尾」から一字をとり「楽松」と名付けられた。入門時に師匠の圓楽は自身の活動が忙しく、また当時は大師匠・圓生の身の回りの世話をする前座がいなかったため、圓生のもとに預けられて修行する。圓生は「初孫」として可愛がってくれたが、稽古の時だけは怖ろしかったという。
1972年11月に柳家さん喬、五街道雲助、柳家さん治、金原亭駒三、三遊亭梅生、立川談十郎とともに二ツ目昇進。1977年、第6回NHK新人落語コンクール最優秀賞を受賞。1978年、日刊飛切落語会若手落語家奨励賞を受賞する。この年に勃発した落語協会分裂騒動で大師匠・圓生、師匠・圓楽とともに落語協会を脱退。
1979年9月に真打昇進し「鳳楽」と改名。帝国ホテルで真打昇進披露宴が行われた1979年9月9日は、直前の9月3日に急逝した大師匠・圓生の初七日にあたったが、前年の落語協会分裂騒動の遺恨をこの時は捨て、落語協会・落語芸術協会の多数の噺家と全寄席の席亭が出席、落語界全体が鳳楽の昇進を祝おうという雰囲気に包まれた。圓生存命中に真打が内定していた孫弟子も、鳳楽のみである。
1993年、文化庁芸術祭賞。2007年、師匠・圓楽の引退表明により、円楽一門会（のちの五代目円楽一門会）の会長に新任する。
2015年、五代目円楽一門会会長の座を三遊亭好楽に譲り、同会顧問に就任。2023年頃からは両国寄席や一門会などへの出演を控えている。

## 人物
全国各地の蔵元に太いパイプを持っている。
1978年から2024年3月まで静岡放送のラジオ番組にレギュラー出演し続けた。2022年現在は静岡市葵区に在住している。
七代目圓生襲名の話が出たが、事実上頓挫している。

## 芸歴
- 1965年10月 - 五代目三遊亭圓楽に入門、前座名「楽松」を名乗る。
- 1972年11月 - 二ツ目昇進。
- 1978年 - 落語協会分裂騒動で師匠と共に落語協会を脱退。
- 1979年9月 -  真打昇進、「鳳楽」と改名。

## 受賞歴
- 1977年 - 第6回NHK新人落語コンクール最優秀賞。
- 1978年 - 日刊飛切落語会若手落語家奨励賞
- 1993年 - 文化庁芸術祭賞

## 役職
- 2007年 - 円楽一門会会長
- 2015年 - 五代目円楽一門会会長顧問

## 出演

### 映画
- ㊙大奥外伝 淫薬おんな狂乱（1973年、日活） - 徳川家定 役 ※「三遊派宗家」の藤浦敦が脚本

### ラジオ
- 藤村有弘の東海道それゆけ4時間（1978年10月 - 、SBSラジオ）[3] - アシスタント
- 三遊亭鳳楽の東海道それゆけ4時間（SBSラジオ） ※藤村有弘死去後、メインパーソナリティとなる。
- 鳳楽の懐メロ電話リクエスト（1991年10月4日 - 、SBSラジオ） ※パートナーは鈴木通代（当時SBSアナウンサー）
- 鳳楽・上ちゃんの歌謡曲 電リクでナイト（2003年 - 2020年3月23日、SBSラジオ、月曜19時-21時） ※パートナーは上原孝男（元SBSアナウンサー）

明治元年（1868年）にハワイに渡った日本人移民150周年を記念して、2018年4月7日、ホノルルの日本語ラジオ局KZOOで『歌謡曲 電リクでナイト』3時間出張生放送が行われている。鳳楽と上原に加えて同局の裕子・リン・ナカイがパーソナリティーを務めた。SBSラジオでは後日ダイジェストを番組内で放送。
- 三遊亭鳳楽の歌謡曲サンデーリクエスト（2020年4月5日 - 2024年3月31日、SBSラジオ、日曜19時-20時） ※パートナーは上藤美紀代（元SBSアナウンサー）→片川乃里子（元静岡朝日テレビアナウンサー）

### テレビ
- 知ってるつもり?!（1998年1月18日、日本テレビ） ※六代目圓生を取り上げた回に伊集院光（楽太郎の元弟子）らと出演
- ドラマ 鉄道むすめ〜Girls be ambitious!〜 第1・2話（2008年、東名阪ネット6） - 成田亭麒麟 役

## 作品

### 著書
- 『隠居の重し－はるかなる円生への旅』（かや書房、1998年4月） ISBN 4906124321
- 『落語江戸風俗志』（星雲社、1998年1月、執筆に参加） ISBN 4795261814
- 『人情心意気』（アニカ、2006年3月） ISBN 4901964089

### CD
- キング落語名人寄席/三遊亭鳳楽（2000年、キングレコード）

### DVD
- 三遊亭鳳楽独演会（静岡新聞社）
  1. その一 夏の夜噺
  2. その二 冬の夜噺
  3. その三 春の夜噺

## 一門弟子
真打
- 三遊亭楽松
- 三遊亭鳳志
- 三遊亭鳳笑

二ツ目
- 三遊亭鳳月

廃業
- 三遊亭鳳好